# Banjo
Um banjo é um instrumento de corda da família do alaúde, de corpo circular, com uma abertura fechada circular na parte superior. Consta de uma armação circular, atualmente produzida em PVC, sobre o qual se retesa uma pele (antigamente pregada, hoje presa por um mecanismo de cola sintética), um braço longo e fino, com trastes e cordas metálicas ou de tripa retorcida.
Baseado em vários instrumentos africanos, foi desenvolvido no México pelos escravos e adotado por grupos de músicos, no século XIX. É muito usado na música folk estadunidense e pelos grupos de bluegrass.

## Banjo brasileiro
O Banjo brasileiro tem 4 cordas, e foi popularizado nas rodas de samba do Brasil em meados da década de 1970, quando o cantor, compositor e músico Almir Guineto adotou a ideia de seu parceiro musical, Mussum, de adaptar o corpo do instrumento ao braço do cavaquinho. Assim, percebeu que, além da qualidade do som, a armação reforçada do banjo reduzia o risco de rompimento de cordas. O banjo passou a ser utilizado com o mesmo número de cordas do cavaquinho, porém com uma afinação mais grave e com a peculiaridade da batida diferenciada. Hoje em dia o Banjo no samba é muito bem tocado por grandes músicos e professores, exemplo é o Luciano Lamar, que faz a grande diferença com sua mão direita e a famosa jogada da munheca. Vale destacar em seu grande acervo de participações, a participação especial com o cantor Solano, o sucesso foi tanto que após atravessar a introdução da música, o vídeo ganhou destaque no "Pagodeiro".[parcial?]

## Galeria

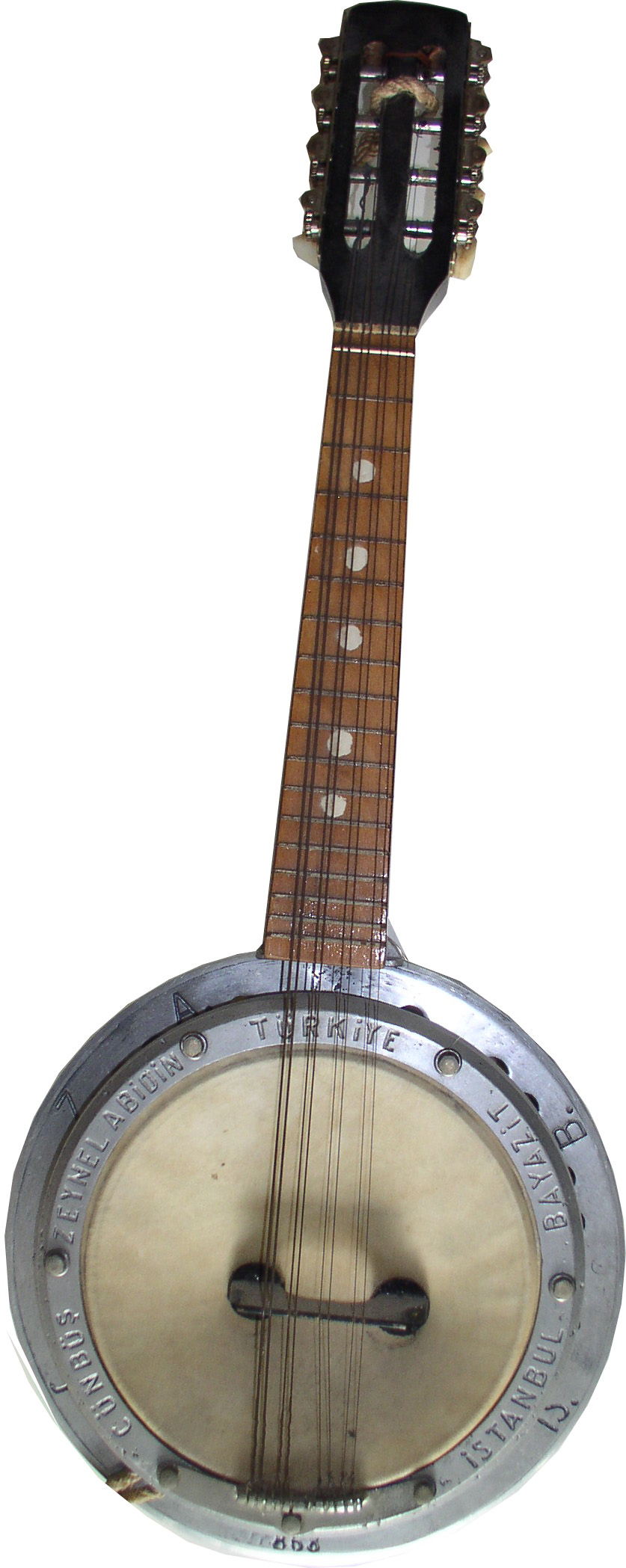
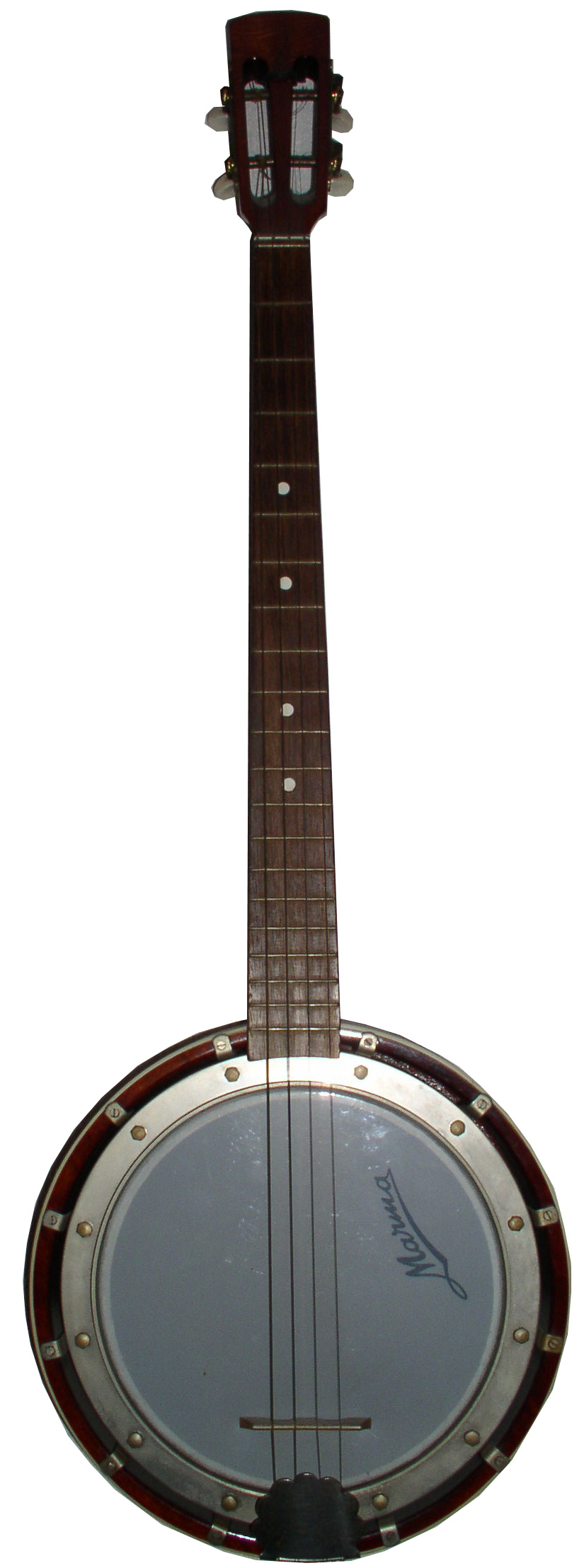
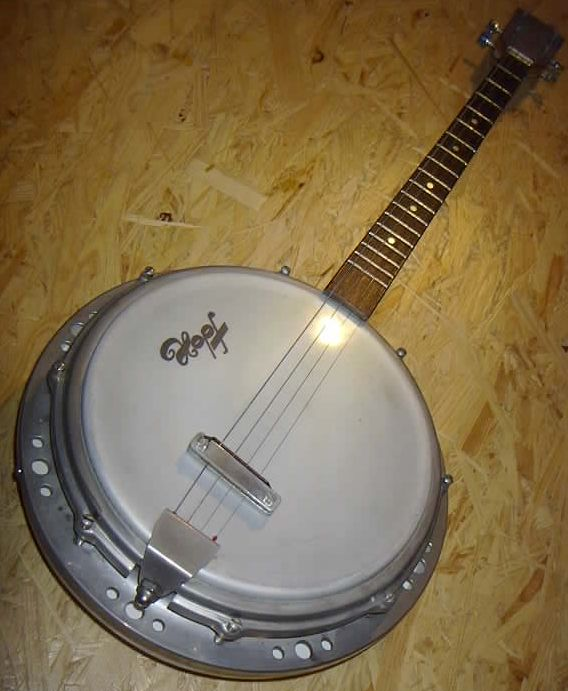
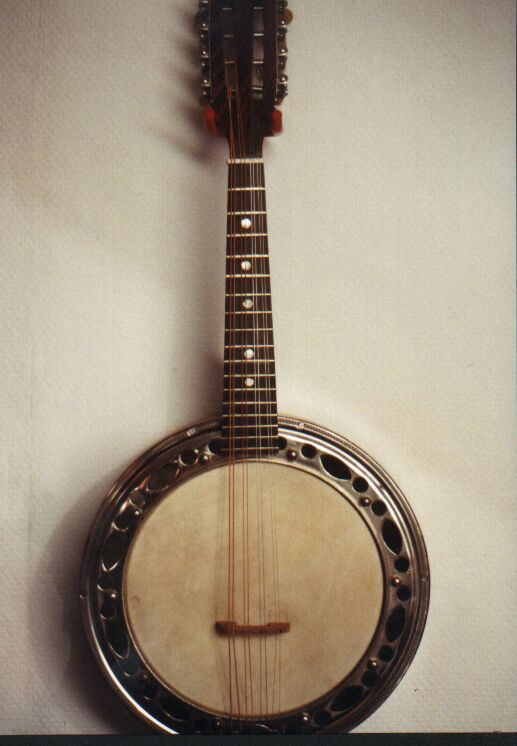
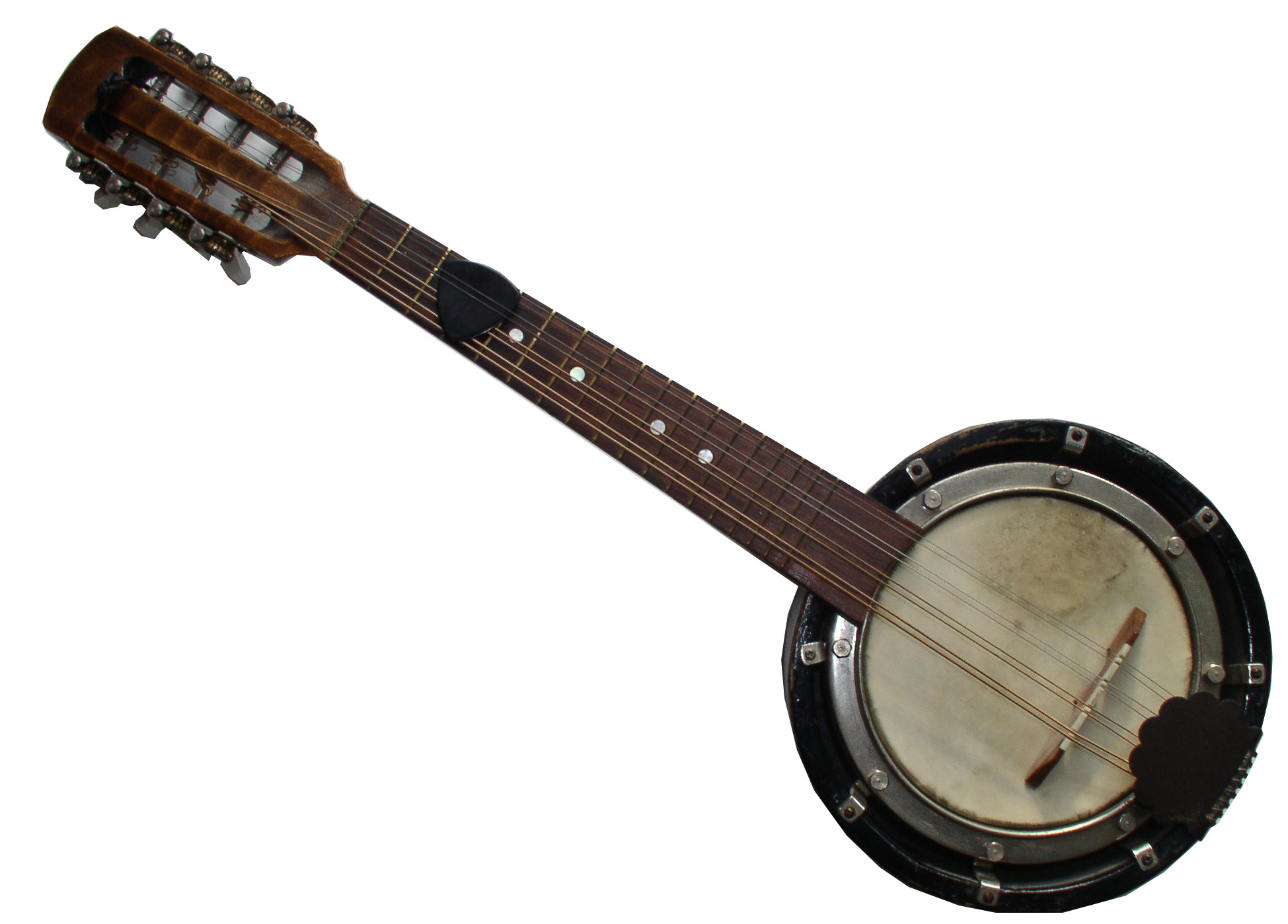
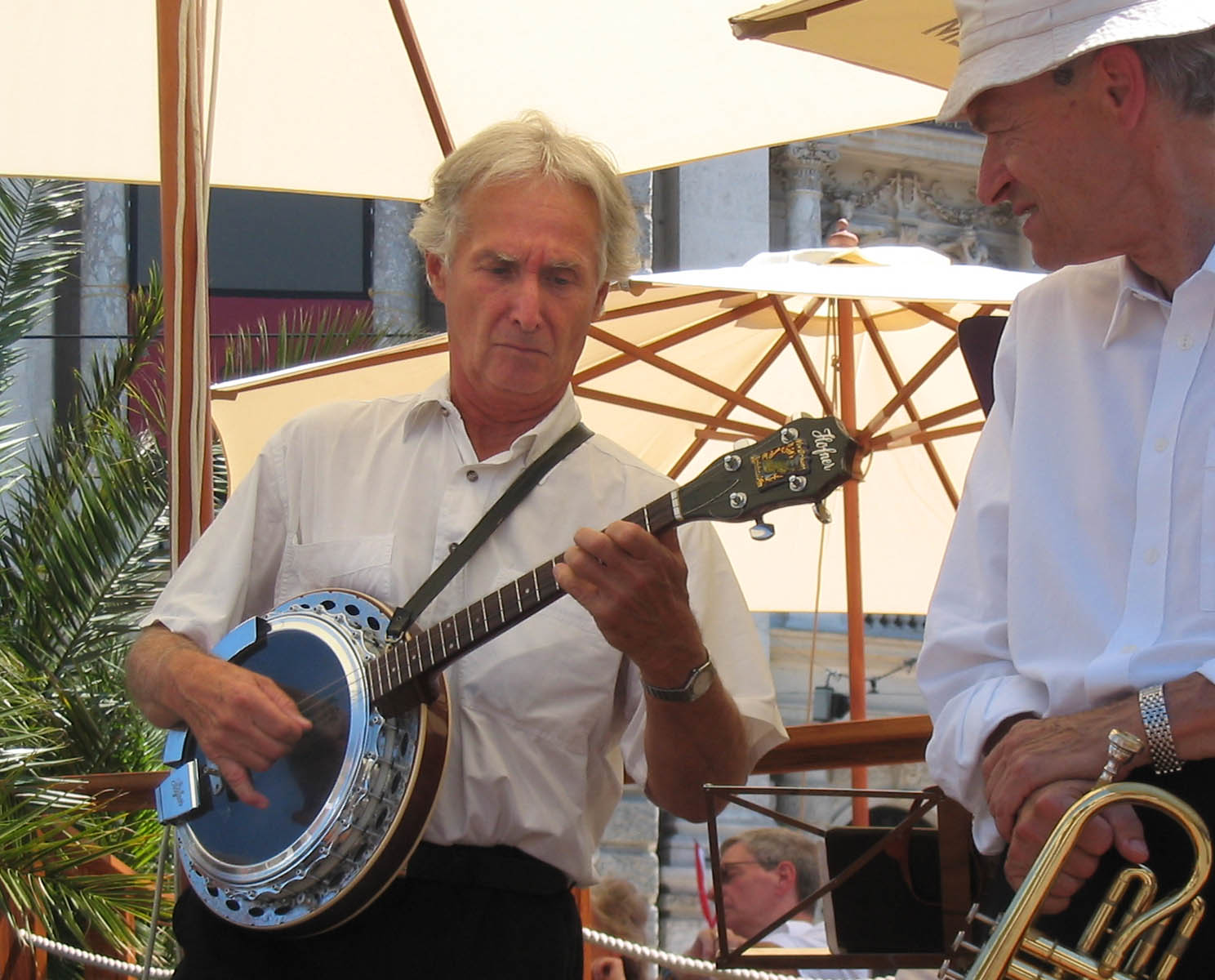